# GoldenEye 007 (jeu vidéo, 2010)
Pour les articles homonymes, voir Goldeneye (homonymie).
Ne doit pas être confondu avec GoldenEye 007.
GoldenEye 007 est un jeu vidéo édité par Activision et développé par Eurocom, sorti le 5 novembre 2010 sur Wii. Parallèlement, une version développée par n-Space est sortie sur Nintendo DS.
C'est un remake du jeu GoldenEye 007 développé par Rareware et sorti en 1997 sur Nintendo 64. Il reprend plusieurs éléments de celui-ci tout en modifiant le scénario et en apportant certaines nouveautés comme le mode multijoueur en ligne.
En 2011, le jeu a été porté sur les consoles HD PS3 et Xbox 360 sous le titre de GoldenEye 007 Reloaded.

## Système de jeu

### Version Wii
Dans la version Wii, le joueur a le choix entre plusieurs façons de jouer, soit avec une manette classique, avec une Wiimote et un Nunchuk, avec une manette GameCube ou avec le Wii Zapper. Le jeu en général se présente comme un FPS mélangeant des phases d'action et des phases d'infiltrations, intégrant quelques QTE (Quick Time Event, soit action contextuelle en français) pour, par exemple, ouvrir des portes.

### Version DS
La version DS se joue avec la croix directionnelle, les boutons ou le stylet. Une interface permettant de changer de mode de visée, de recharger et de changer d'arme est présent sur l'écran tactile de la console. Le jeu alterne entre les phases d'infiltration et les phases de fusillades. Il est également composé d'actions contextuelle.

## Histoire
James Bond (007) et Alec Trevelyan (006) s'infiltrent dans une installation d'armes chimiques dans le barrage d'Arkhangelsk, en Russie. Elle est soupçonnée d'être à l'origine des armes utilisées par une cellule terroriste pour cibler les ambassades britanniques à travers le monde. La mission tourne mal : Trevelyan est capturé et apparemment abattu par le général Ourumov. Bond parvient à s'échapper. Plus tard, un appel téléphonique intercepté d'Ourumov le relie au gangster russe Valentin Zukovsky parce qu'Ourumov tente d'acquérir un hélicoptère qui a été modifié pour survivre à une impulsion électromagnétique. Bond se rend à Barcelone, et à travers un agent local placé à l'intérieur de boîte de nuit de Zukovsky, Bond est en mesure de prendre contact avec la fédération de Russie et s'enquiert de l'hélicoptère. Zukovsky le dirige vers le salon de l'armement à Dubaï, avant d'être tué par Xenia Onatopp, déguisée en serveuse dans le club Zukovsky. Bond piste Onatopp jusqu'à Dubaï, mais il est incapable d'empêcher Onatopp et Ourumov de voler l'hélicoptère résistant aux IEM. Il est toutefois en mesure de planter son smartphone à bord, et le MI6 est capable de suivre l'hélicoptère à Severnaya, une base au beau milieu de la Sibérie que les Russes affirment utiliser pour observer les effets du changement climatique. Bond est incapable d'arrêter le vol des armes GoldenEye. Négociant son chemin à travers les niveaux inférieurs de l'installation de Severnaya, Bond sauve Natalya Simonova avant d'être arrêté par l'armée russe. Estimant que Bond et Natalya sont responsables de l'explosion du GoldenEye, le ministre russe de la Défense, Dmitri Mishkin, les interroge. Il est interrompu par Ourumov, qui le tue et enlève Natalya. Bond poursuit Ourumov par les bureaux des archives russes, où il collecte des renseignements. Il saute alors dans un char et poursuit le général jusqu'à une gare de triage où les conseils généraux voyous discutent dans un train avec Xenia. Bond fait dérailler le train grâce au char. Il tente d'opposer Ourumov et Xenia l'un contre l'autre, mais Xenia trahit Ourumov et le tue. Bond est en mesure d'aider Natalya à descendre du train avant qu'il n'explose et Natalya admet qu'elle a entendu Ourumov parler d'une rencontre avec des terroristes pendant la nuit. Bond va à la rencontre mise en place par Ourumov et est choqué d'apprendre qu'Alec Trevelyan a survécu à son exécution aux mains d'Ourumov et est maintenant Janus. Trevelyan exprime son mépris de sa vie précédente, en faisant valoir qu'ils se sont battus pour la reine et le pays, mais que leur cause avait été corrompue par les banquiers et les financiers qui cherchent à faire des milliards de dollars de bénéfices en manipulant les cours des gouvernements du monde entier. Il part ensuite avec Natalya, qui est essentielle à son plan maintenant qu'Ourumov est mort. Grâce au MI6, Bond localise Trevelyan dans une station solaire au Nigeria. Il s'infiltre dans l'établissement, tuant Xenia au passage. Le plan de Trevelyan est de voler des milliards de dollars de toutes les banques de Londres et de tout ce que les banques ont touché (marchés boursiers, documents financiers...) avant de faire exploser le deuxième satellite GoldenEye, effaçant ainsi toutes les preuves du vol. Bond, cependant, est en mesure de le tromper en détruisant ses supercalculateurs et Natalya, n'arrivant pas à désactiver le satellite, demande à Bond d'aller en haut de la tour pour le désactiver. Trevelyan fait son chemin vers le haut de la tour pour défendre le module de dérogation que Bond sabote. Après un combat à mains nues avec Trevelyan, Bond fait exploser la centrale. Il tue Trevelyan en lui tirant dessus et en le précipitant du haut de la tour. Natalya et Bond parviennent à s'échapper par un hélicoptère. À la fin de la mission, Bond et Natalya s'embrassent.

## Armes et équipements
Le jeu propose plusieurs armes connues mais, qui ont été renommées dans le jeu. Les joueurs peuvent reconnaître le P99 ou le Usas-12 (qui dans le jeu s'appelle le Masterton M-557 et qui est le seul fusil a pompe automatique).

## Développement
À partir de 2009, des rumeurs ont commencé à circuler à propos d'un nouveau jeu GoldenEye. En avril 2010, Activision a déposé le nom de domaine goldeneyegame.com, ce qui augmenta la probabilité d'un nouveau GoldenEye. Quelques mois plus tard, le site GoNintendo a reçu deux images représentant la jaquette du jeu, ainsi qu'une image représentant une manette classique dorée, ainsi qu'un autre accessoire qui ne verra jamais le jour,,. Juste avant la conférence de Nintendo à l'E3 2010, une bande-annonce du jeu a été postée sur Internet par erreur, confirmant qu'un remake de GoldenEye 007 sur Nintendo 64 sortirait bel et bien sur Wii,. Le jeu fut officiellement annoncé à l'E3 2010 durant la conférence de Nintendo,.
Le développeur du jeu, Eurocom, a déjà développé la version Nintendo 64 de Le Monde ne suffit pas sorti en 2000.
Pour la sortie du jeu sur Wii, un pack en édition limitée comportant une manette classique dorée était disponible.

## Différences avec le jeu Nintendo 64 de 1997
La plus grande différence est le fait que le joueur incarne un James Bond sous les traits de Daniel Craig (sixième acteur interprétant James Bond, depuis 2006) et non plus Pierce Brosnan (acteur du film GoldenEye de 1995). Tous les autres personnages du jeu bénéficient également de modélisations différentes de celles des acteurs du film et du jeu original. Le scénario a été réécrit et se déroule désormais en 2010 alors que dans le film et le jeu original, l'action se situait entre 1986 et 1995.
Dans le mode multijoueur, il est possible d'incarner plus d'une quarantaine de personnages dont Requin, Trevelyan, Scaramanga, le Baron Samedi ou Blofeld.
James Bond utilise un téléphone portable à la place de sa montre pour communiquer avec le MI6. Contrairement à l'épisode 64, le jeu propose, en plus d'un mode multijoueur en écran scindé, un mode multijoueur en ligne. De plus, les noms des armes sont différentes et certaines missions sont inédites. Les armes portent parfois des accessoires comme des pointeurs laser, des lunettes ACOG, des viseurs Reflex, des lunettes thermiques, des silencieux et des lance-grenades. Enfin, afin de se rapprocher des FPS modernes, la santé se régénère automatiquement, même s'il existe un niveau de difficulté avec une barre de santé, comme dans l'ancienne version.

## Multijoueur
Le jeu possède un mode local en écran partagé et un mode en ligne. Tout comme les autres jeux de tir moderne, le multijoueur est axé sur le jeu en ligne.

Le mode local est très complet car il permet de jouer selon vos règles. Malheureusement, il n'y a pas la possibilité de se battre contre ou avec l'ordinateur.

Le mode multijoueur est basique, le joueur débute au niveau 1 puis évolue avec l'expérience récoltée au cours des combats. Il gagne des armes, des explosifs et autres outils permettant de se battre pendant ses changements de niveau. Avec ça, le joueur peut créer jusqu'à 5 classes. Le rang maximum, dit "Agent 00", est atteint au niveau 56.

### Les modes de jeu
On ne vit que deux fois (local) :

Le joueur a une limite de vies avant d'être éliminé. Le dernier joueur vivant gagne.
Conflit (local/en ligne) :

Chaque joueur se bat seul. Une élimination donne un point. Un suicide fait perdre un point. Le premier joueur arrivé à 30 points remporte la partie.
Conflit en équipe (local/en ligne) :

Même principe qu'en conflit, sauf que les joueurs sont répartis en deux équipes de 4 joueurs maximum. La première équipe arrivée à 40 points remporte la partie.
Pistolet d'or (local/en ligne) :

Même principe qu'en conflit, sauf qu'une arme, le pistolet d'or, apparaît aléatoirement sur la carte. Cette arme a la capacité d'éliminer un joueur en une seule balle mais doit être rechargée à chaque balle tirée. Le joueur ayant pris possession du pistolet d'or le lâche à sa mort. Une élimination avec celui-ci donne cinq points. Le premier joueur arrivé à 40 points remporte la partie.
Boîte noire (en ligne) :

Les joueurs sont partagés en deux équipes de quatre joueurs maximum. L'équipe du MI6 doit détruire la boîte noire. L'équipe adverse doit la protéger et télécharger les données de cette boîte. La première équipe ayant atteint son objectif remporte la partie.
Goldeneye (en ligne) :

Les joueurs sont partagés en 2 équipes de 4 joueurs maximum. Le but est de détruire la base ennemie. Il implique à chaque équipe de pirater les consoles Goldeneye réparties sur la carte et de les maintenir sous contrôle. Plus le nombre de consoles sous contrôle est grand, plus le satellite Goldeneye sera rapide à détruire la base ennemie.
Héros :

Même principe qu'en conflit en équipe, sauf qu'un joueur tiré aléatoirement peu incarner le héros de son équipe. Le héros est plus puissant et plus résistant. Lorsqu'un joueur élimine un héros, son équipe marque 10 points. La première équipe à atteindre 120 points remporte la partie. Si un héros tue un héros ennemi, l'équipe gagne cinq points.
Permis de tuer (à partir du niveau 25) :

Même principe qu'en conflit, sans le radar ni HUD.
Permis de tuer en équipe (à partir du niveau 30) :

Même principe qu'en conflit en équipe, sans le radar ni HUD et le tir allié est activé.
Conflit classique (à partir du niveau 35) :

Même principe qu'en conflit, sauf que chaque joueur incarne un personnage d'anciens films James Bond au hasard.

### Les cartes
En ligne, on rencontre ces terrains :
Archives - Docks - Nightclub - Outpost - Jungle - Station - Industrial - Facility - Sewer - Memorial
Avant chaque partie, tous les joueurs sont capables de voter entre 2 de ces maps.

## GoldenEye 007: Reloaded
Au San Diego Comic-Con International 2011, Activision a dévoilé GoldenEye 007: Reloaded, une remasterisation du jeu Wii pour les consoles Xbox 360 et PlayStation 3. Le jeu propose des graphismes haute définition grâce à son fonctionnement sur un nouveau moteur de jeu, un système de trophées, de nouvelles «missions MI6 Ops» et la compatibilité PlayStation Move pour la version PlayStation 3. [35] [36] Le jeu est sorti le 1er novembre 2011 en Amérique du Nord et le 4 novembre 2011 en Europe. Activision a également publié un pack PlayStation 3 appelé "GoldenEye 007: Reloaded - Double 'O' Edition"; le pack comprend le jeu sur Blu-ray Disc, les contrôleurs de mouvement et de navigation PlayStation Move, la PlayStation Eye Camera, le périphérique Sharp Shooter et l'accès au personnage téléchargeable Hugo Drax. Le bundle a été publié avec le jeu autonome. [37] [38]

### Réception
GoldenEye 007: Reloaded a reçu des critiques généralement positives. Les sites de critiques agrégées GameRankings et Metacritic ont donné à la version PlayStation 3 75,60% et 72/100  et la version Xbox 360 73,20% et 72/100.